# 森村晟
森 村晟（もり むらひら、? - 慶応3年（1868年））は、幕末の徳島藩士。阿波水軍・森家の16代。

## 生涯
徳島藩の中老であった森甚五兵衛は、石高代々約3000石の知行地を有し、現在の徳島県阿南市椿泊町に居城として松鶴城（現在の椿泊小学校。1990年（平成2年）、皇太子徳仁親王が訪問した）を置いた。なお森甚五兵衛家は徳島城下（徳島市）に居宅と大坂蔵屋敷（大阪市西国町）を有した。
戊辰戦争の際、奥羽追討白河口総督の明治新政府軍参謀で岩倉具視と並ぶ急進派公卿であった鷲尾隆聚に徳島藩椿泊部隊を率いる将として従軍した。慶応4年（1868年）8月6日に戦死した。新政府軍が多数の死傷者を出した、7月29日の二本松城の戦いでの負傷がもとになったと伝えられる。